# Victor Madsen (bibliotekarie)
Victor Madsen, född 2 maj 1873, död 24 februari 1941, var en dansk biblioteksman.
Madsen var underbibliotekarie vid Det Kongelige Bibliotek i Köpenhamn från 1907, bibliotekarie där från 1918, och var dansk redaktör för Nordisk tidskrift för bok- och biblioteksväsen. Han utgav bland annat Et Saxoproblem (1930) och Katalog over Det Kongelige Biblioteks Inkunabler (1931).